# Väddklintfrövecklare
Väddklintfrövecklare (Eucosma fulvana) är en fjärilsart som beskrevs av Stephens 1834. Väddklintfrövecklare ingår i släktet Eucosma, och familjen vecklare. Arten är reproducerande i Sverige.